# Szwedzi w Warszawie (film)
Szwedzi w Warszawie – polski film historyczny dla młodzieży z 1991 roku. Adaptacja powieści Walerego Przyborowskiego 
o tym samym tytule. 

## Treść
Rok 1655. Trwa potop szwedzki. Wojska szwedzkie napadają na Polskę i zajmują znaczną część kraju. W Warszawie osiedla się szwedzki gubernator, który wzbudza powszechną nienawiść. Trzej nastoletni mieszkańcy Warszawy Maciej, Kacper i Kazik - z pomocą pana Rafałowicza postanawiają wypędzić Szwedów z miasta.

## Obsada
- Marian Klein (Maciek),
- Bogdan Ferenc (Kacper),
- Dominik Łoś (Kazik),
- Anna Seniuk (Hipolitowa, gospodyni Rafałowicza),
- Bożena Dykiel (Maciejowa, matka Maćka),
- Piotr Fronczewski (gubernator),
- Ryszard Pietruski (Piotr Rafałowicz),
- Henryk Talar (agent szwedzki),
- Eugeniusz Priwieziencew (agent szwedzki),
- Krzysztof Chamiec (Czarniecki Stefan),
- Krzysztof Kołbasiuk (oficer szwedzki),
- Włodzimierz Gołaszewski (pułkownik Rawicz),
- Jerzy Turek (Hieronim Żurawski),
- Katarzyna Śmiechowicz (akrobatka),
- Zofia Czerwińska(sprzątaczka w kościele),
- Anna Mazowiecka (towarzyszka gubernatora),
- Bożena Wróbel (towarzyszka gubernatora),
- Aleksander Gawroński (klucznik),
- Ryszard Jabłoński (dubbing postaci Maćka granej przez Mariana Kleina),
- Emil Karewicz (burmistrz),
- Maciej Pietrzyk (kapitan szwedzki),
- Witold Pyrkosz (przewoźnik)